# Verőci Zsuzsa
Verőci Zsuzsa (nevének más előfordulásai: Petronicsné Verőci Zsuzsa, Verőci-Petronics Zsuzsa, idegen nyelvű forrásokban Veroci-Petronic Zsuzsa) (Budapest, 1949. február 19. –) magyar sakkozó, női nemzetközi nagymester, háromszoros magyar bajnok, négyszeres olimpiai ezüstérmes, edző, szakíró, nemzetközi versenybíró.

## Pályafutása

### Sportolóként
14 évesen már döntőt játszott az országos sakkbajnokságon. 15 évesen mester, 17 évesen játszott először sakkolimpián.
A sakkmesteri címet 1964-ben szerezte meg, 1969-ben női nemzetközi mesteri, 1978-ban női nemzetközi nagymesteri címet kapott.
1971-ben Európa Kupa-győztes, 1979-ben világbajnok-jelölt lett. 1973-ban és 1977-ben nyert magyar bajnokságot, 1983-ban szuperbajnokságot.
1966-1992 között tíz alkalommal volt tagja az olimpiai válogatottnak. 1969-ben Lublinban, 1978-ban Buenos Airesben, 1980-ban Máltán és 1986-ban Dubajban az ezüstérmes, 1972-ben Szkopjéban és 1982-ben Luzernben a bronzérmes válogatottban szerepelt. 1980-tól öt olimpián veretlen maradt, 1978 és 1986 között ötször az éltáblán játszott. 1969-ben, 1980-ban és 1992-ben tábláján a mezőny 2. legjobb eredményét érve el egyéni ezüstérmet szerzett.
Összesen 118 játszmát vívott, 86 pontot szerzett (62 győzelem, 48 döntetlen és 8 vereség).
216-szoros válogatott.
Hat alkalommal vett részt világbajnoki zónaközi döntőn: Menorca 1973; Rosendaal 1976; Rio de Janeiro 1979; Tbiliszi 1982; Havanna 1985; Tuzla 1987. Az 1979-ben elért 2. helyezésével jogot szerzett arra, hogy a legjobb 8 között 1980-ban párosmérkőzést vívjon Nina Joszelianival. A világbajnokjelöltek döntőjéig eljutó Joszeliani 6-3 arányban győzött.
Legmagasabb Élő-pontszáma 2415 volt 1987. januárban. A világranglistán a legelőkelőbb helyezése a 7. volt, amelyet 1986 júliusban foglalt el. Aktív pályafutását 1994-ben fejezte be, 2010. július óta nem játszott FIDE által nyilvántartott versenyen. 2014. májusi Élő-pontszáma 2253, amellyel a magyar ranglistán a 17. helyen áll.

### Kiemelkedő versenyeredményei
- 1969: Budapest 2-3. helyezés
- 1970: Balatonszéplak 2. helyezés
- 1970: Szófia 1. helyezés
- 1971: Vrnjacka Banja 1. helyezés,
- 1972: Pernik 1-4. helyezés (zónaverseny)
- 1972: Vrnjacka Banja 2-4. helyezés;
- 1973: Belgrád 2-4. helyezés,
- 1974: Belgrád 2. helyezés,
- 1974: Szabadka 1. helyezés
- 1975: Belgrád 1-3. helyezés
- 1975: Pula 2. helyezés (zónaverseny),
- 1975: Wijk aan Zee 3-4. helyezés,
- 1976: Szabadka 2-3. helyezés,
- 1977: Belgrád 1-2. helyezés,
- 1977: Wijk aan Zee 3-5. helyezés,
- 1977: Budapest 2-4. helyezés,
- 1979: Belgrád 3. helyezés,
- 1979: Zalaegerszeg 2-3. helyezés (zónaverseny),
- 1979: Novi Sad 2-4. helyezés,
- 1981: Belgrád 3. helyezés,
- 1981: Budapest 2-4. helyezés,
- 1981: Jajce 2-4. helyezés
- 1982: Dortmund 2. helyezés
- 1983: Belgrád 1. helyezés (az akkori világbajnok Maia Csiburdanidze előtt)
- 1983: Jajce 2. helyezés
- 1983: Hyeres 2-3. hely
- 1983: Smederevska Palanka 3. helyezés
- 1984: Jajce 1. helyezés (Gaprindasvili előtt)
- 1984: Platja d’Aro 2. helyezés
- 1985: Jajce 3-5. helyezés
- 1985: Smederevska Palanka 4-6. helyezés
- 1985: Veliko Tarnovo (zónaverseny) 1-2. helyezés
- 1986: Jajce 2-3. helyezés
- 1987: Jajce 2-3. helyezés
- 1987: Balatonfüred (zónaverseny) 3. helyezés
- 1989: Belgrád 1. helyezés

### Szakíróként, versenybíróként, sportvezetőként
1980-tól 1989-ig és 1994-től a Népszava, 2000-től a Sztársport, 2001-től az Origo.hu szakírója. Saját sakkblogot vezet.
1995-től nemzetközi versenybíró, 1996-ban és 2002-ben a női sakkolimpia, 2000-ben, 2001-ben, 2008-ban és 2015-ben a női világbajnokság főbírója.
2005 májusától 2011-ig a Magyar Sakkszövetség elnökségének tagja, kommunikációs igazgató.

## Könyvei
Slobodan Adzic-Verőci Zsuzsa: Királyok és királynők, 35. sakkolimpia Bled 2002, Chess Press Bt., ISBN 9632063473

## Díjai, kitüntetései
- A Magyar Népköztársaság Kiváló Sportolója (1972)[14]
- Magyar Népköztársaság Sportérdemérem bronz fokozata (1972) a szkopjei sakkolimpián szerzett bronzéremért[15]
- Az év magyar sakkozója címet 1973-1986 között 11 alkalommal kapta meg
- Sport Érdemérem arany fokozata (1978), a Buenos Airesben rendezett sakkolimpián a női csapat által elért 2. helyezésért[16]
- Maróczy Géza-díj (1999)[17]